# Spilosoma ribriventris
Spilosoma ribriventris là một loài bướm đêm thuộc phân họ Arctiinae, họ Erebidae.